# Elva Margariti
Elva Margariti (Tirana, 14 giugno 1980) è un architetto e politico albanese, attuale Ministro della cultura della Repubblica d'Albania in carica dal 17 gennaio 2019 all’8  gennaio 2024.

## Biografia
Originaria di Tirana, si è diplomata presso il liceo "Sami Frashëri" di Tirana e laureata in architettura presso l'Università di Firenze. Ha lavorato presso l'Università "Nostra Signora del Buon Consiglio" di Tirana; è stata consigliere del primo ministro Edi Rama ed è stata coordinatrice del programma "100 villaggi". 
La sua prima apparizione pubblica è stata il 18 maggio 2018 sul tema "Cosa succederà al teatro", dove ha difeso la decisione del governo di abbattere il Teatro Nazionale. 
Elva Margariti è stata nominata Ministro della cultura il 19 gennaio 2019 con decreto del Presidente Ilir Meta.